# سرباز جهانی۳: عملیات ناتمام
سرباز جهانی ۳: عملیات ناتمام (به انگلیسی: Universal Soldier III: Unfinished Business) یک تله‌فیلم آمریکایی محصول سال ۱۹۹۸ در ژانر اکشن و علمی تخیلی به کارگردانیِ جف وولنو است. این فیلم با (سرباز جهانی ۲: برادران در ارتش) به‌عنوان یک سریال برای مجموعهٔ تلویزیونیِ تولید شده است.

## داستان
لوک دوورو (مت باتالیا)، یک «یونی‌سول» طردشده (سربازی فراانسانی که برای تبدیل شدن به ماشین کشتار کامل طراحی شده)، به همراه خبرنگار، ورونیکا رابرتز (چاندرا وست)، به کانادا سفر می‌کنند تا تلاش‌های خود برای افشای واحد سرباز جهانی را ادامه دهند. پس از یک گروگان‌گیری که به اشتباه باعث می‌شود ورونیکا به‌عنوان فراری تحت تعقیب قرار گیرد، آن دو از شهر می‌گریزند و مخفی می‌شوند.
در همین حال، معاون مدیر سیا، منتور (برت رینولدز) و دکتر واکر (ریچارد مک‌میلان)، در حال ایجاد یک نسخهٔ شبیه‌سازی‌شدهٔ قدرتمند از اریک (جف وینکات)، برادر لوک، هستند تا او و ورونیکا را ترور کند. این برنامه در بخش GR-44 انجام می‌شود. دوورو و رابرتز به کانادا می‌گریزند و امیدوارند رسانه‌ای بیابند که داستان‌شان را منتشر کند، در حالی‌که GR-44 در تعقیب آن‌هاست.
پایان فیلم اشاره دارد به یک توطئهٔ گسترده که در آن «یونی‌سول»های خفته در تمام شاخه‌های دولت ایالات متحده کاشته شده‌اند، تا حدی که حتی از کاخ سفید نیز صدایی با تقلید از رئیس‌جمهور وقت، بیل کلینتون، به پیام فعال‌سازی ریسکو پاسخ می‌دهد.

## بازیگران
- مت باتلاگیا - لوک دوراکس
- جف وینکات - اریک دیوروکس
- برت رینولدز - مربی
- چاندارا وست - ورونیکا رابرتز
- ریچارد مک میلان - دکتر واکر
- راجر پرورد - مک نلی
- خوان چیوران - چارلز کلیفتون
- کلودت روچ - گریس
- جان FS لاین - مارتین دانیلز
- ژنو سی - حداکثر
- آرون تگار - جان دیوروکس
- جیمز کی - جاسپر
- لویید آدامز - هوگو
- وینس کوراززا - لوول
- جری مندسیینو -
- دن دوران - فردی اسمیت
- توماس هوف - عمومی کلنسی
- جان Stoneham Sr. - کلانتر
- فیلیپ ویلیامز[۴]